# Cristoforo Landino
Cristoforo Landino (Florença, 1424 - Borgo Collina, 24 de setembro de 1498) foi um humanista da Itália, figura importante no Renascimento florentino.
Era de uma família nobre oriunda de Casentino. Estudou Direito e grego com Jorge de Trebizonda, e contra a vontade de seu pai abandonou os estudos jurídicos e se dedicou à filosofia, contando com o apoio de Pedro de Cosme de Médici. Em 1458 substituiu Cristoforo Marsuppini na cátedra de retórica e poesia no Studio de Florença. Tornou-se membro da Academia Platônica de Florença, fundada por Marsilio Ficino e foi o tutor de Lourenço de Médici e Juliano de Médici. Foi também chanceler do partido Guelfo e escrivão oficial da Signoria de Florença.

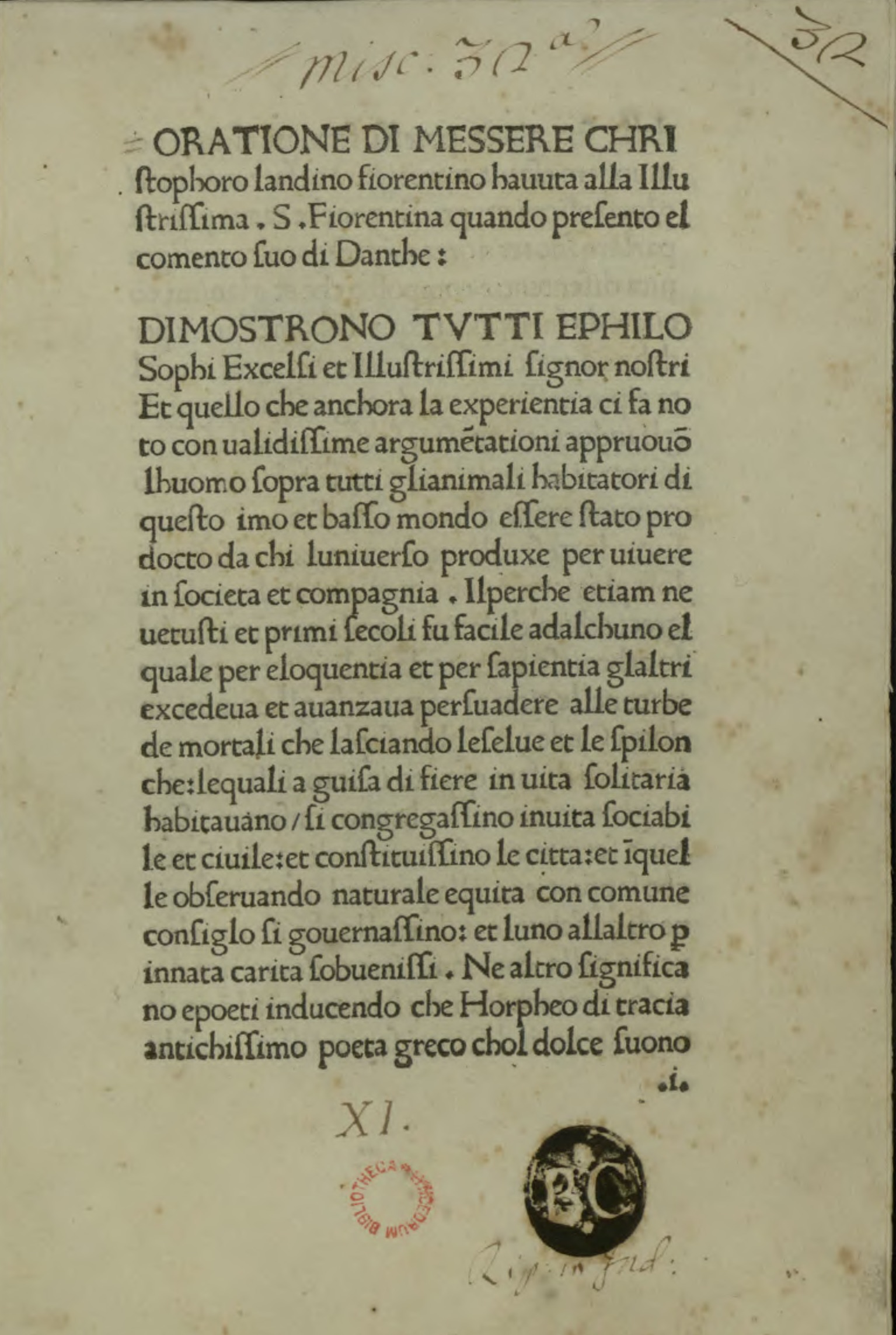
Orazione alla Signoria fiorentina, ca. 1481

Landino foi um escritor prolífico, sendo um defensor do uso do vernáculo. Entre suas obras se destacam:
- Uma trilogia de diálogos filosóficos composta por De anima (1453), De vera nobilitate (1469) e Disputationes Camaldulenses (c. 1474).
- Três volumes de poesias em latim dedicados a Pedro de Médici, sob o pseudônimo de "Xandra".
- Comentários sobre a Eneida (1478) e a Divina Comédia (1481).
- Uma tradução (1476) da Naturalis Historia de Plínio, o Velho, para o vernáculo.

Um de seus pupilos foi o historiador Andrea Cambini.